# Parasenecio
Genre
Classification APG III (2009)
Parasenecio est un genre de plante à fleurs appartenant à la famille des Asteraceae qui comprend environ une soixantaine d'espèces pour la plupart en Extrême-Orient et dans la région sino-himalayenne, ainsi que dans l'Extrême-Orient russe. On trouve une espèce dans les îles Aléoutiennes. Cinquante-deux espèces sont originaires de Chine, dont quarante-trois sont endémiques. Ce sont des plantes herbacées.

## Quelques espèces
- Parasenecio adenostyloides (Franch. & Sav. ex Maxim.) H.Koyama
- Parasenecio ainsliiflorus (Franch.) Y.L.Chen
- Parasenecio albus Y.S.Chen
- Parasenecio amagiensis (Kitam.) H.Koyama
- Parasenecio ambiguus (Ling) Y.L.Chen
- Parasenecio auriculatus (DC.) J.R.Grant
- Parasenecio begoniifolius (Franch.) Y.L.Chen
- Parasenecio bulbiferoides (Hand.-Mazz.) Y.L.Chen
- Parasenecio chenopodiifolia Grierson
- Parasenecio × cuneata
- Parasenecio cyclotus (Bureau & Franch.) Y.L.Chen
- Parasenecio dasythyrsus (Hand.-Mazz.) Y.L.Chen
- Parasenecio delphiniifolius (Siebold & Zucc.) H.Koyama[2]
- Parasenecio deltophyllus (Maxim.) Y.L.Chen
- Parasenecio forrestii W.W.Sm. & Small
- Parasenecio kangxianensis (Z.Ying Zhang & Y.H.Gou) Y.L.Chen
- Parasenecio komarovianus (Pojark.) Y.L.Chen
- Parasenecio otopteryx (Hand.-Mazz.) Y.L.Chen
- Parasenecio palmatisectus (Jeffrey) Y.L.Chen
- Parasenecio pilgerianus (Diels) Y.L.Chen
- Parasenecio roborowskii (Maxim.) Y.L.Chen
- Parasenecio rubescens (S.Moore) Y.L.Chen
- Parasenecio rufipilis (Franch.) Y.L.Chen
- Parasenecio sinicus (Y.Ling) Y.L.Chen
- Parasenecio souliei (Franch.) Y.L.Chen
- Parasenecio tripteris (Hand.-Mazz.) Y.L.Chen
- Parasenecio tsinlingensis (Hand.-Mazz.) Y.L.Chen
- Parasenecio xinjiashanensis (Z.Ying Zhang & Y.H.Gou) Y.L.Chen